# 유로듀플렉스
유로듀플렉스(프랑스어: Euroduplex) 또는 SNCF TGV 2N2(프랑스어: SNCF TGV 2N2)는 SNCF, ONCF의 고속열차로 TGV를 운영하고 있다. 설계 초기부터 국제 고속열차에 운행하기 위해 설계된 고속열차로 2011년부터 알스톰에 의해 제작되었다.

## 개요
TGV 듀플렉스 모델에 성공하면서 알스톰은 15 kV 16 ⅔ Hz에 적합하고 상호간 운용성이 높은 열차를 개발하기로 결정했다. 그 중 8편성의 TGV 쉬드-에스트와 19편성의 TGV POS의 경우 전류로 운행할 수 있다. 이 열차는 SNCF TGV 듀플렉스 모델의 3차분 열차이다.
한편 알스톰은 국제 고속철도 개발과 병행하면서 아프리카 최초의 고속철도를 입찰하면서 카사블랑카-탕헤르 고속철도 노선에 이 차량을 투입할 예정이다.

## 특징
TGV 2N2 열차는 TGV 듀플렉스 대시의 후속 열차로 주요 기능을 가지고 있다. 동력차의 경우 SNCF TGV POS 모델과 동일하며, 유럽의 신호 시스템인 유럽 철도 교통 관리 시스템을 적용하고 있다.
이 열차는 새로운 인테리어와 두 개의 클래스에 모두 장착된 전기 소켓과 개선된 정보 시스템을 적용하고 있다.
이전 모델인 TGV 듀플렉스 대시와 차이점은 다음과 같다.
- 2층에 UIC 로딩 게이지를 갖추고 있다.
- 창문이 개선되었다.
- 승객 정보 시스템의 경우 TER 열차와 마찬가지로 음성 안내를 제공한다.
- 열차의 번호, 노선 및 편성을 표시한 외부에 SIVE 다이나믹 라이트 디스플레이가 있다.
- 열차 문의 고정 필러가 장착되었다.
- 2중화를 위해 2개의 센서가 달려있다.
- 각 차축마다 전반적인 제어가 가능하다.
- 휠체어 수납이 개선되었다.[3]

## 현황

### SNCF
2007년 6월, SNCF는 25편성의 TGV 듀플렉스 대시와 55편성의 유로듀플렉스를 대량 주문했다.
현재까지 도입된 55편성의 열차는 다음과 같이 분류한다.
- 30편성 "3UA" (독일), 4701 ~ 4730호로 프랑스에서 독일, 스위스를 잇는 국제 고속열차 노선에 도입하고 있다. 2010년 8월에 최초로 도입했으며 2011년부터 2014년까지 도입했다.
- 10편성 "3RU" (스페인), 801 ~ 810호로 프랑스에서 스페인을 잇는 국제 고속열차 노선에 도입하고 있다.
- 15편성 "3UF" (프랑스), 811 ~ 825호로 2014년에 도입했다. 전 편성 프랑스를 잇는 노선에 투입하고 있다.
- 55편성의 동력차의 경우 파워 리저브와 호환이 가능하며 SNCF TGV POS, SNCF TGV 듀플렉스 모델과 동일하다.

2010년 4월에 최초로 4701호 열차가 시범 운행을 하기 시작했다. 같은 해 6월 16일에 상업 운전에 앞서 다양한 시스템을 갖춘데 이어 7월에 스위스, 독일, 네덜란드, 벨기에, 프랑스에서 시험 운행을 했다.
SNCF와 알스톰은 2011년 5월 30일에 LGV 에스트 노선에 최초로 도입했다.
2007년 알스톰과 계약 당시 40편성의 열차를 추가로 도입하는 방안을 검토했다. SNCF는 옵션을 적용해 2015년부터 2차분이 순차별로 도입하기 시작했다. 2016년부터 도입된 열차는 LGV 에스트 노선에 운행하고 있는 TGV 아틀랑티크 차량을 교체를 목적으로 도입했으며 95량을 도입할 예정이다.

### ONCF
2010년 12월, 모로코의 철도 기업인 ONCF는 카사블랑카-탕헤르 고속철도 노선에 투입하기 위해 14편성의 유로듀플렉스를 주문했다. 2015년 기준으로 4억 유로를 주고 계약했다. 최고 영업 속도는 시속 320km로 탕헤르 ~ 케니트라 구간의 경우 최고 영업 속도가 220km까지 낼 수 있다. 또한 533명의 승객 수용이 가능한 열차로 좌석의 경우 퍼스트 클레스, 세컨드 클레스, 식당차가 있다.

## 사진

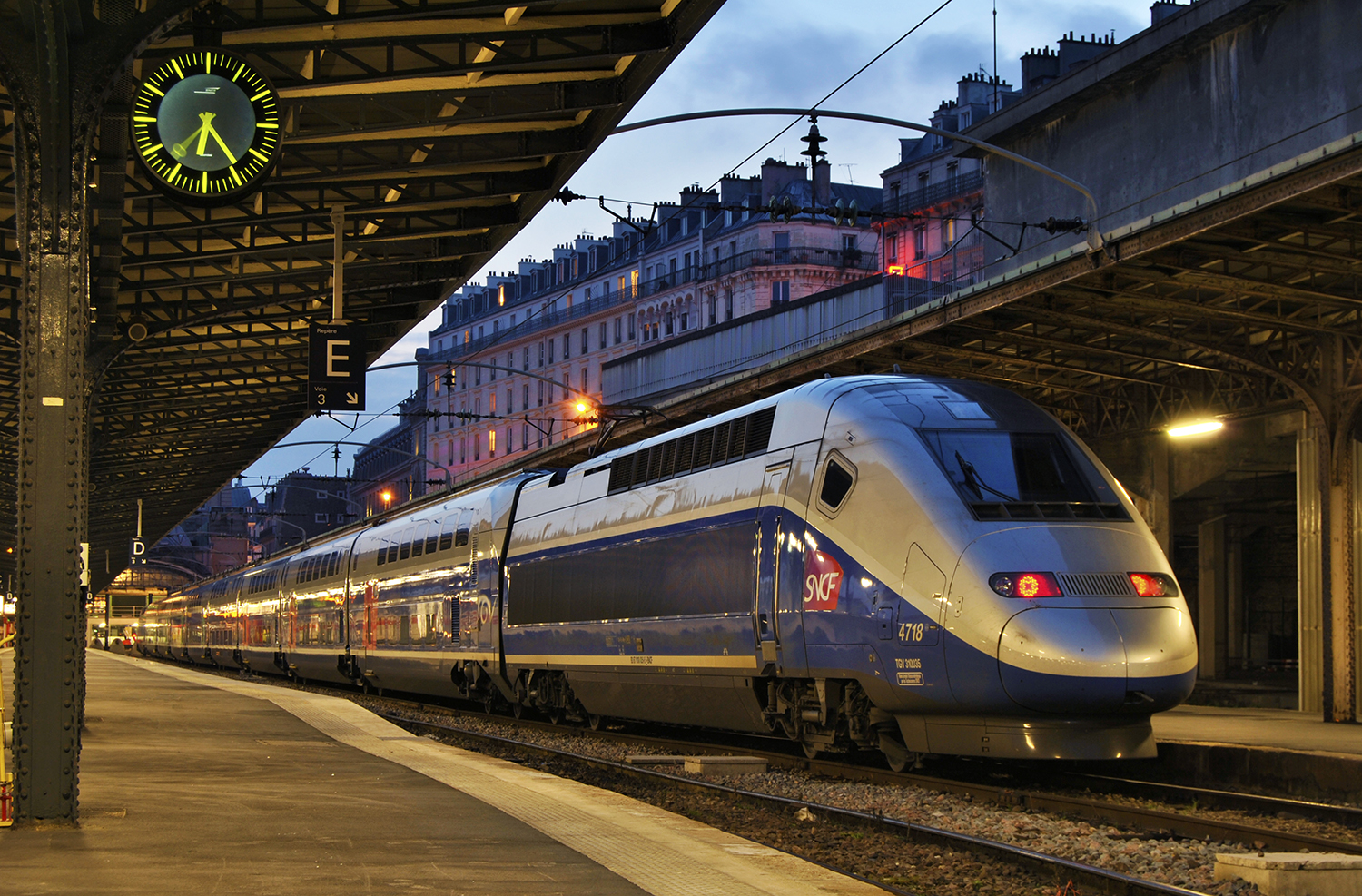
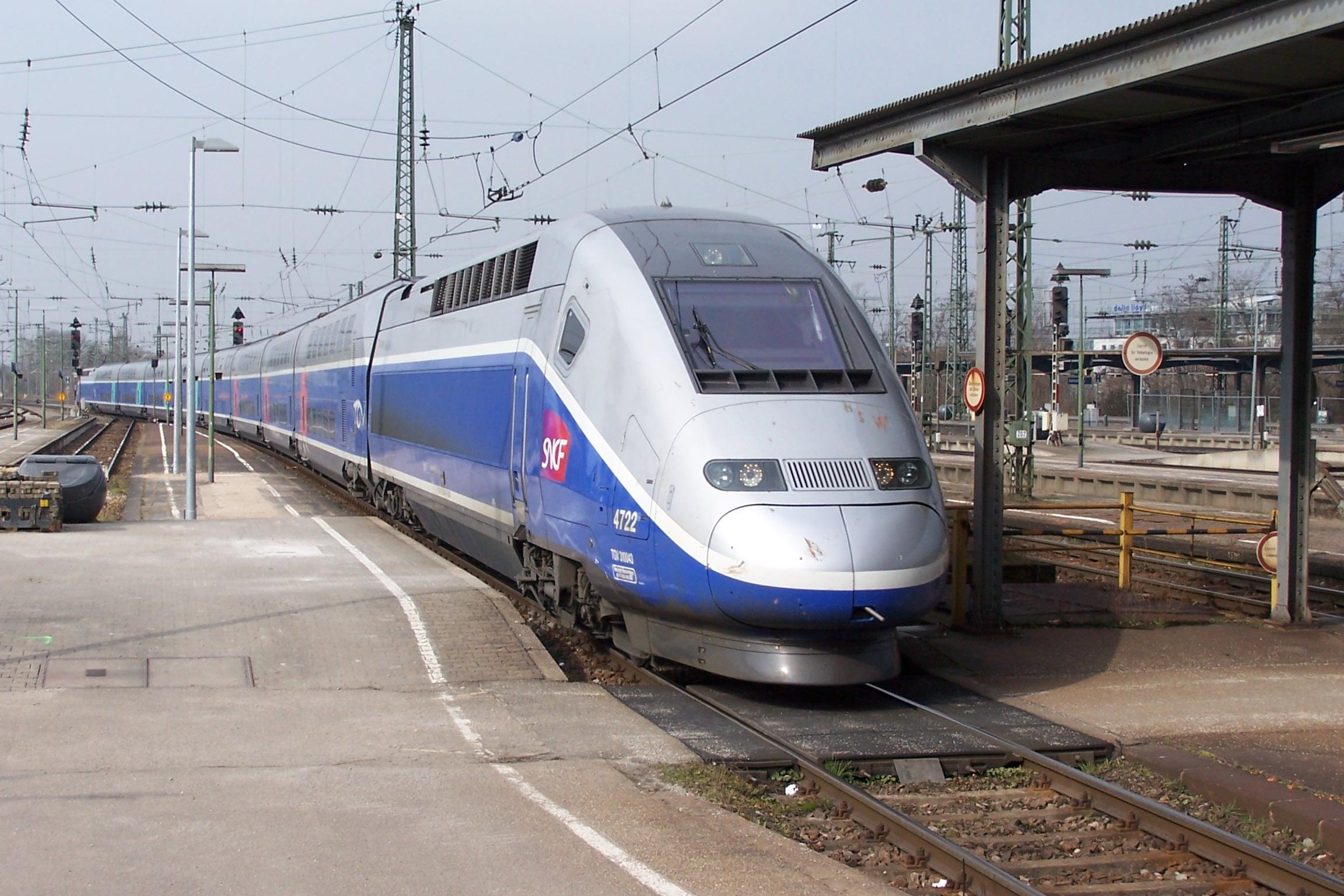
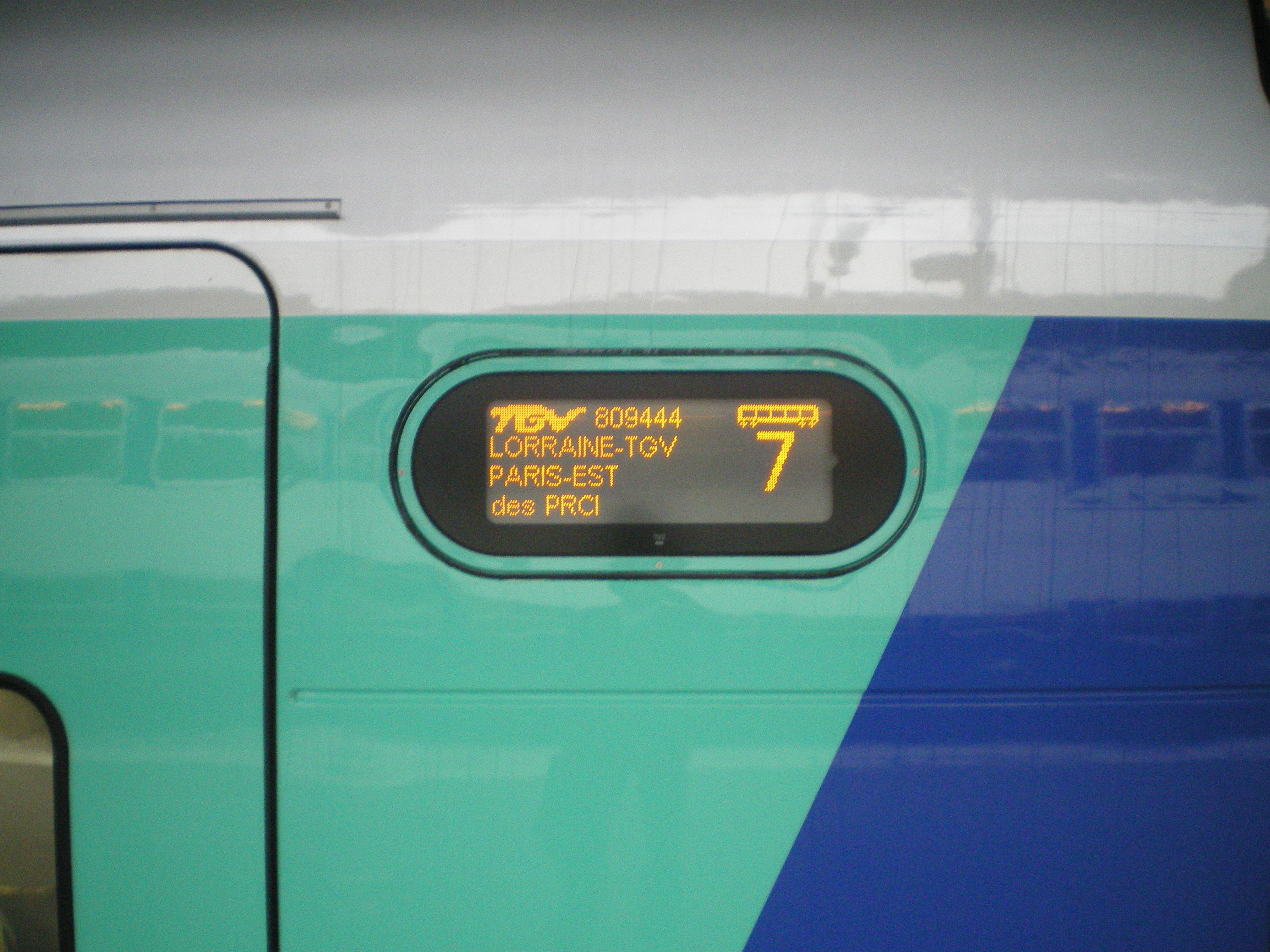
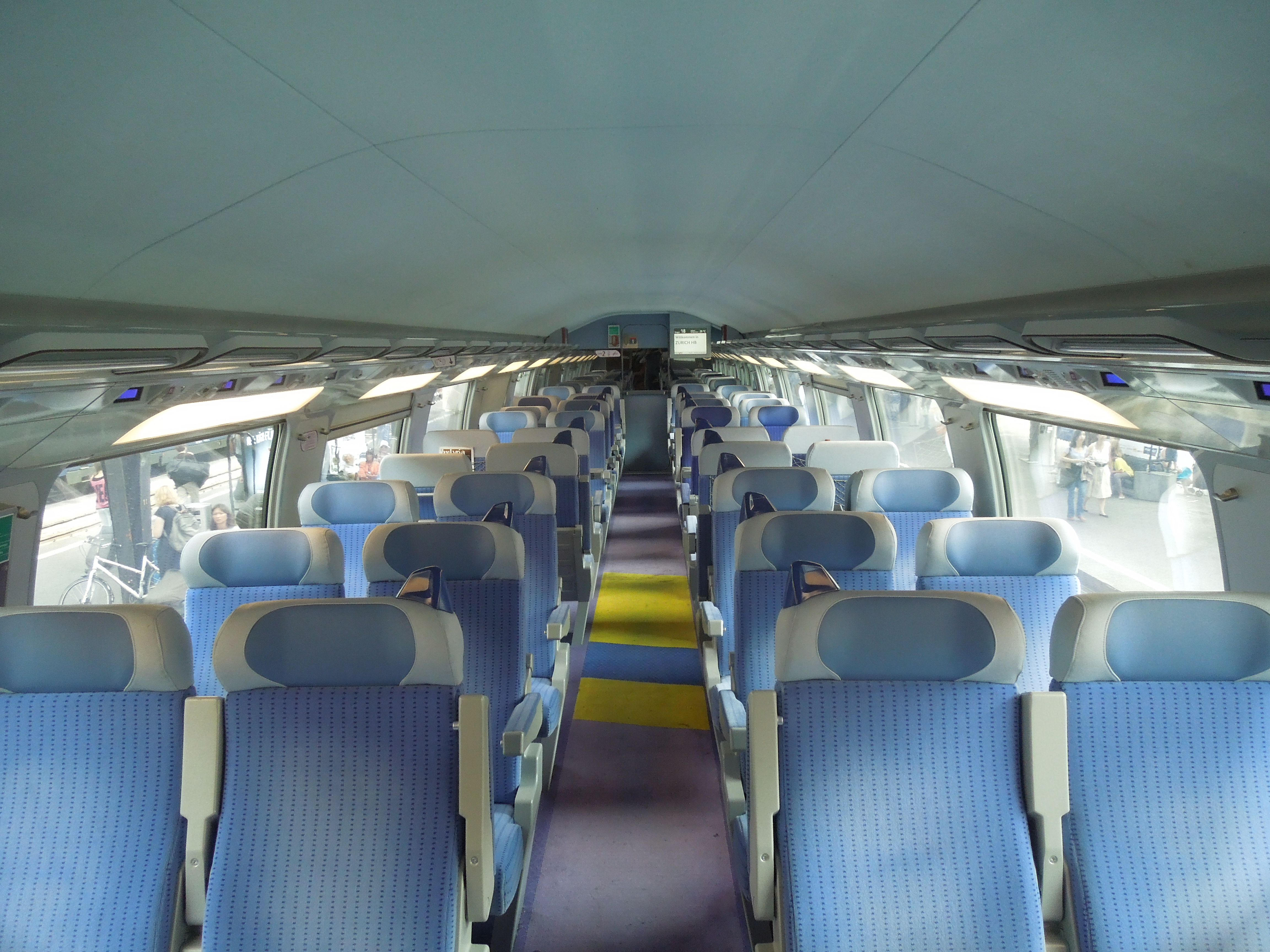
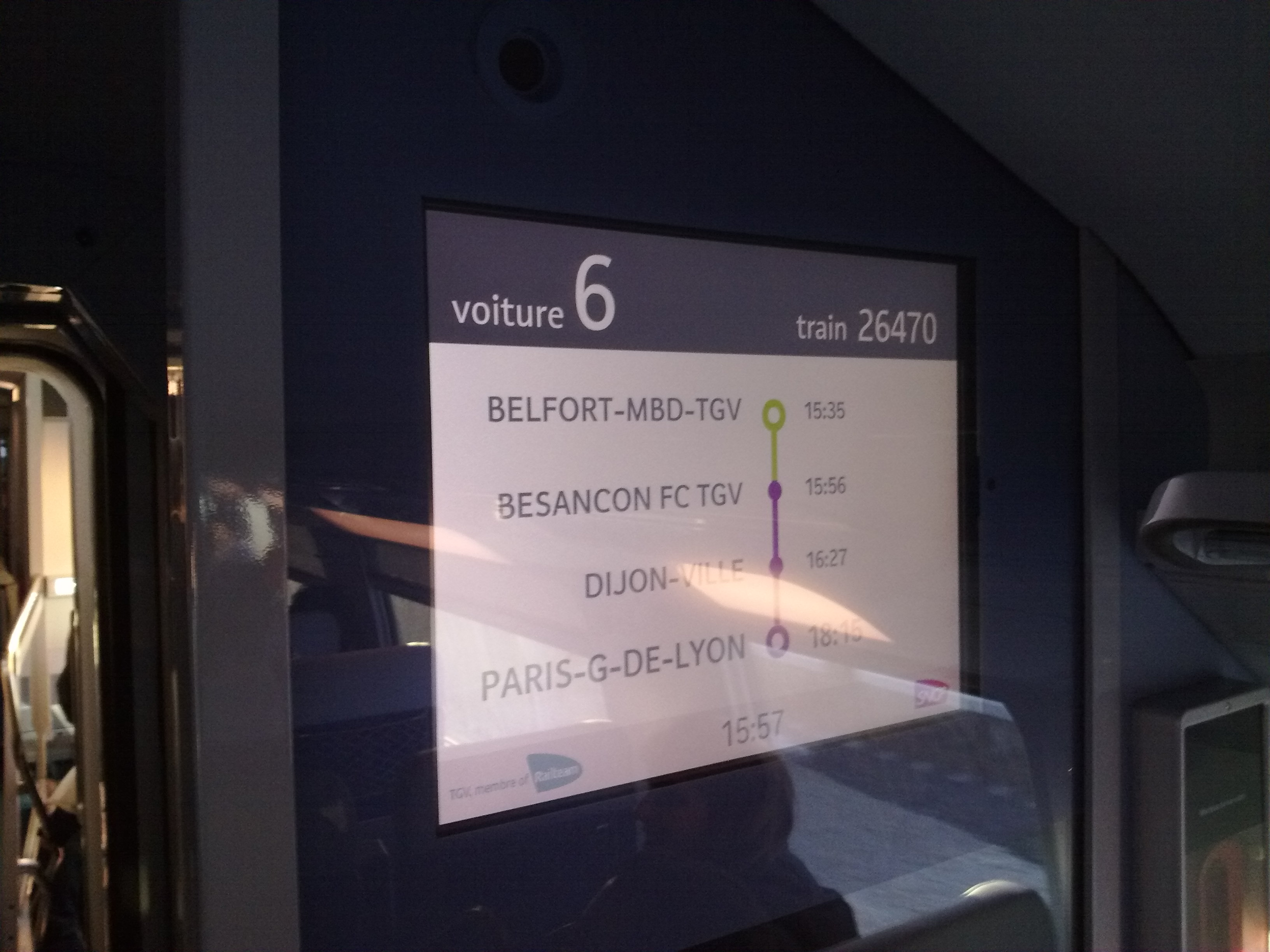

## 같이 보기
- 아빌리아 리버티